# Вартанян, Гоар Левоновна
Гоа́р Лево́новна Вартаня́н (арм. Գոհար Լևոնի Վարդանյան; урождённая Пахлеванян; 25 января 1926, Ленинакан, АрмССР, ЗСФСР, СССР — 25 ноября 2019, Москва, Россия) — советская разведчица-нелегал.

## Биография
Гоар Левоновна Пахлеванян родилась 25 января 1926 года в городе Ленинакан ССР Армения. В 1932 году её семья переехала в Тегеран. Её отец — Левон Пахлеванян — принадлежал к известному большому старинному роду, после переезда сменил фамилию на Кандарян.
В годы Великой Отечественной войны вошла в антифашистскую группу «Легкая кавалерия» своего соратника и будущего мужа — Геворка Вартаняна, вместе с которым вела разведывательную работу. В 1943 году в составе этой группы принимала участие в проведении операции по обеспечению безопасности лидеров «большой тройки» в ходе Тегеранской конференции.
30 июня 1946 года Геворк и Гоар сыграли в Тегеране свадьбу и ещё в течение шести лет работали в Иране. В 1951 году по просьбе разведчиков им предоставили возможность получить высшее образование, и Гоар окончила факультет иностранных языков Ереванского университета. Сразу по окончании учёбы и специальной подготовки была последующая многолетняя нелегальная деятельность супругов в разных странах мира под прикрытием вымышленных имён и фамилий. В СССР они вернулись только в 1986 году.
По оценке коллег Геворка и Гоар по нелегальной разведке, «совершённое дуэтом Вартанянов столь многообразно и всеобъемлюще, что никогда не будет рассекречено».
Супруги прожили вместе 65 лет до смерти Геворка Андреевича в 2012 году. Детей у Вартанянов не было.
Скончалась 25 ноября 2019 года в Москве на 94-м году жизни. Соболезнования в связи с кончиной выразил Президент России Владимир Путин. Похоронена с воинскими почестями 29 ноября на Троекуровском кладбище рядом со своим мужем. На церемонии прощания присутствовали директор Службы внешней разведки России Сергей Нарышкин, бывший глава разведки Михаил Фрадков, Президент Армении Армен Саркисян и делегация Минобороны Армении.

## Награды
- Награждена орденами Красного Знамени и Отечественной войны II степени, российским орденом Почёта, а также многими медалями.
- Орден Почёта (13 декабря 2019 года, Армения, посмертно) — за многолетнюю безупречную деятельность в органах безопасности, исключительные заслуги перед Родиной и неизменную преданность делу[9].
- Лауреат Международной премии Андрея Первозванного (2006)[10].
- Удостоена в 2006 году «Почётного ордена» Российско-армянского университета[11].
- Медаль «Маршал Баграмян» (2015 год, Министерство обороны Армении)[12].
- В 2013 году стала первым кавалером медали Министерства обороны Армении, учреждённой в честь Геворка Вартаняна[13].

## Память
- В 2017 году по случаю 95-летия со дня образования управления «С» ПГУ КГБ СССР один из драгоценных камней, хранящийся в Гохране России, получил имя в честь Геворка и Гоар Вартанянов. Этот камень состоит из двух сросшихся алмазов[14].